# Юная мисс США 2002
Юная Мисс США 2002 (англ. Miss Teen USA 2002) — 20-й национальный конкурс красоты, проводился в Саус-Падре-Айленд, Техас. Победительницей стала Ванесса Симроу, представлявшая штат Висконсин.
Второй год конкурс проводился на территории острова Саус-Падре-Айленд. Ранее, на территории острова проводился в 1997 году.
Симроу стала первой победительницей из штата Висконсин.
Через несколько лет после окончания конкурса, две участницы «Юной Мисс США 2002» стали победительницами конкурсов красоты, а третья в международном конкурсе. Тара Коннер из штата Кентукки, которая стала Второй вице-мисс на конкурсе, стала победительницей Мисс США 2006. Следующей стала Рэйчел Смит из штата Теннесси (полуфиналистка и Мисс Фотогеничность на «Юной мисс США»), стала победительницей на Мисс США 2007. Обе победительницы стали Четвёртыми вице-мисс на Мисс Вселенная. Третья участница, Четвёртая вице-мисс Кимберли Харлан из штата Джорджия, участвовала в международном конкурсе Мисс мира 2003, но не вошла в состав финалисток.

## Результат

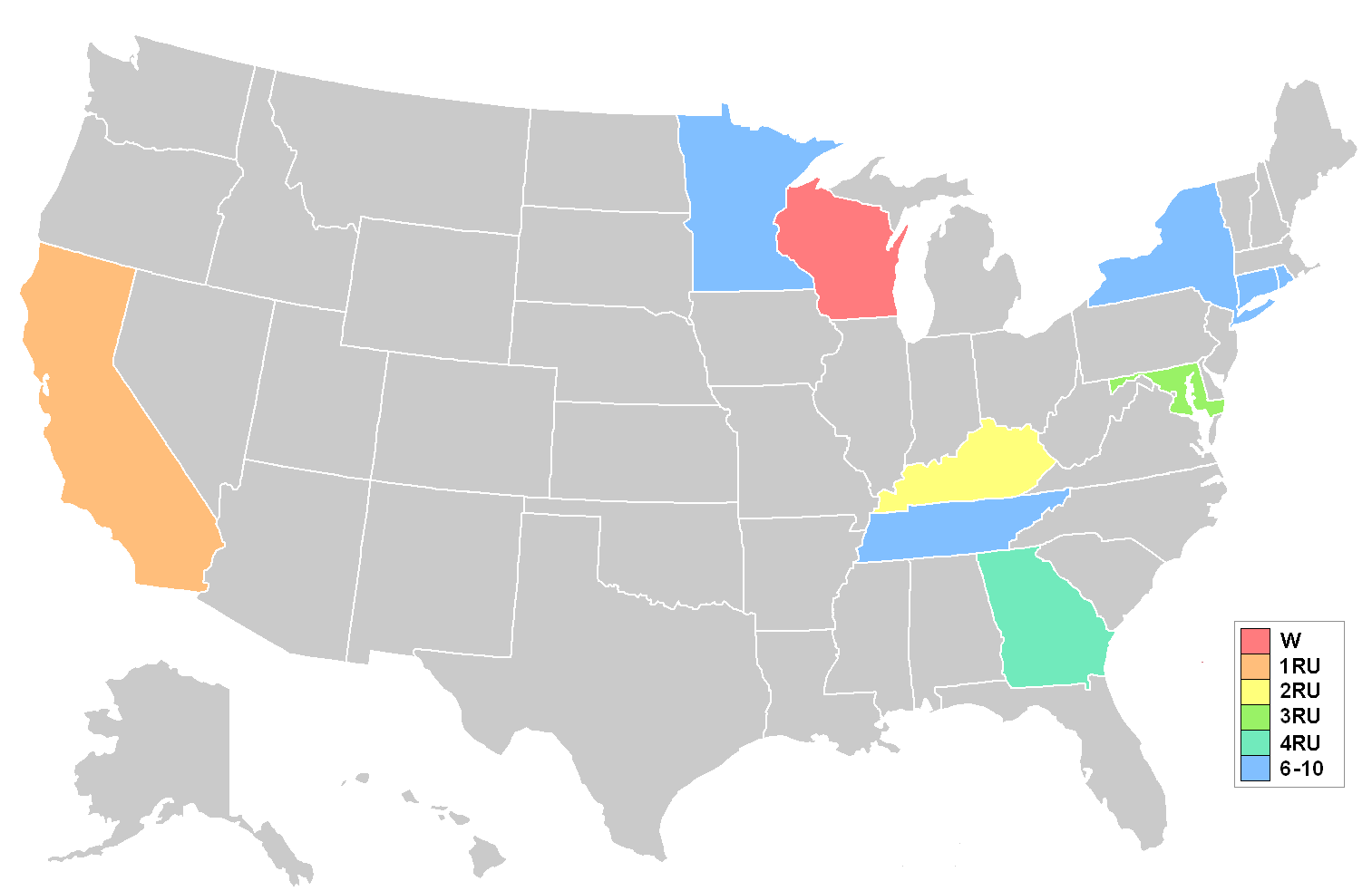
Штаты финалистки конкурса красоты Юная Мисс США 2002

### Места
| Итоговый результат | Участница |
| ------------------ | --- |
| Юная Мисс США 2002 | - Висконсин — Ванесса Смироу |
| 1-я Вице Мисс      | - Калифорния — Дженнифер Морган |
| 2-я Вице Мисс      | - Кентукки — Тара Коннер |
| 3-я Вице Мисс      | - Мэриленд — Мишель Аттай |
| 4-я Вице Мисс      | - Джорджия — Кимберли Арлан |
| Топ 10             | - Коннектикут — Эшли Бикфорд - Род-Айленд — Элиша Кастонгуэй - Нью-Йорк — Marley Delduchetto - Теннесси — Рэйчел Смит - Миннесота — Алла Илюшка |

### Специальные награды
| Награда                 | Участница                      |
| ----------------------- | ------------------------------ |
| Мисс Конгениальность    | - Южная Каролина — Остин Браун |
| Мисс Фотогеничность     | - Теннесси — Рэйчел Смит       |
| Лучший купальный костюм | - Кентукки — Тара Коннер       |

### Баллы
| \| Штат \| Купальный костюм \| Вечернее платье \| Средний балл \| \| ----------- \| ---------------- \| --------------- \| ------------ \| \| Висконсин \| 8.30(6) \| 9.00(2) \| 8.65(5) \| \| Калифорния \| 9.13(2) \| 8.80(4) \| 8.97(3) \| \| Кентукки \| 9.18(1) \| 8.79(5) \| 8.99(2) \| \| Мэриленд \| 8.83(4) \| 8.55(6) \| 8.69(4) \| \| Джорджия \| 8.95(3) \| 9.39(1) \| 9.17(1) \| \| Коннектикут \| 8.21(7) \| 8.83(3) \| 8.52(6) \| \| Род-Айленд \| 8.74(5) \| 8.23(9) \| 8.49(7) \| \| Нью-Йорк \| 8.05(8) \| 8.28(8) \| 8.17(8) \| \| Теннесси \| 7.55(9) \| 8.36(7) \| 7.96(9) \| \| Миннесота \| 7.55(9) \| 7.93(10) \| 7.74(10) \| | Победительница 1-я Вице Мисс 2-я Вице Мисс 3-я Вице Мисс 4-я Вице Мисс |                 |              |
| Штат | Купальный костюм                                                       | Вечернее платье | Средний балл |
| Висконсин | 8.30(6)                                                                | 9.00(2)         | 8.65(5)      |
| Калифорния | 9.13(2)                                                                | 8.80(4)         | 8.97(3)      |
| Кентукки | 9.18(1)                                                                | 8.79(5)         | 8.99(2)      |
| Мэриленд | 8.83(4)                                                                | 8.55(6)         | 8.69(4)      |
| Джорджия | 8.95(3)                                                                | 9.39(1)         | 9.17(1)      |
| Коннектикут | 8.21(7)                                                                | 8.83(3)         | 8.52(6)      |
| Род-Айленд | 8.74(5)                                                                | 8.23(9)         | 8.49(7)      |
| Нью-Йорк | 8.05(8)                                                                | 8.28(8)         | 8.17(8)      |
| Теннесси | 7.55(9)                                                                | 8.36(7)         | 7.96(9)      |
| Миннесота | 7.55(9)                                                                | 7.93(10)        | 7.74(10)     |

## Участницы
| - Айдахо – Катрина Сиддоуэй - Айова – Хейли Джонсон - Алабама – Хейли Кэппс - Аляска – Рэйчел Гарнесс - Аризона – Линси Шакелфорд - Арканзас – Рэйчел Эггерс - Вайоминг – Джейми Мэдер - Вашингтон – Майкл МакДжанкин - Вермонт – Мелинда Карр - Виргиния – Лорен Барнетт - Висконсин – Ванесса Мари Симроу - Гавайи – Эрин Мэдден - Делавэр – Келли Энн Хорст - Джорджия – Кимберли Харлан - Западная Виргиния – Хизер Эстеп - Иллинойс – Лэйси Уилсон - Индиана – Мелисса Рамос - Калифорния – Дженнифер Морган - Канзас – Эмбер Росс - Кентукки – Тара Корнер - Колорадо – Линдси Доулинг - Коннектикут – Эшли Бикфорд - Луизиана – Кэндис Стюарт - Массачусетс – Аманда Бёрдселл - Миннесота – Алла Илюшка | - Миссисипи – Грейс Гор - Миссури – Кортни Эйн Чилкатт - Мичиган – Кайлин Крстич - Монтана – Меган Минник - Мэн – Меган Джексон - Мэриленд – Мишель Аттаи - Небраска – Брианн Богарт - Невада – Кэтрин Биглер - Нью-Гэмпшир – Дженнифер Штайн - Нью-Джерси – Шери Драч - Нью-Мексико – Эмбер Эваро - Нью-Йорк – Марли Дельдучетто - Огайо – Рене Джексон - Оклахома – Джой Кометти - Вашингтон (округ Колумбия) – Гловиндрия Берджесс - Орегон – Кари Энн Пениче - Пенсильвания – Жюльен Шоу - Род-Айленд – Алиша Кастонгуэй - Северная Дакота – Джессика Дерингер - Северная Каролина – Бриттани Крюс - Теннесси – Рэйчел Смит - Техас – Бриттани Тинер - Флорида – Эшли Куза - Южная Дакота – Джессика Фьерстад - Южная Каролина – Остин Браун - Юта – Марин Пул |

## Судьи
- Крис Бекман
- Сэм Левин
- Мария Менунос
- Пейдж Микоски
- Синди Томсон[англ.]
- Хорди Виласусо[англ.]
- Шериз Вонаэ Шульман
- Бен Вентворт III